# Bonita Friedericy
Bonita Friedericy (ur. 10 października 1961 r. w Charlottesville) − amerykańska aktorka filmowa i telewizyjna.
Znana z roli generał Diane Beckman, zarządzającej agencją wywiadowczą NSA, w szpiegowskim serialu NBC Chuck. W postać Beckman wcielała się przez pięć sezonów, w latach 2007−2012. Wśród wielu seriali, w których pojawiła się gościnnie, wymienić można Detektywa Monka (Monk), Star Trek: Enterprise, Veronicę Mars, Kości (Bones) oraz Twentysixmiles. Zagrała w filmach kinowych: Święta Last Minute (Christmas with the Kranks, 2004), Paranormal Activity 3 (2011), The Lords of Salem (2012).